# Sune Otterstrøm
Sune Falk Otterstrøm (født 9. maj 1972 i Gladsaxe) er en dansk skuespiller.

## Filmografi
- Jydekompagniet 3 (1989)
- Roser og persille (1993)
- Smukke dreng (1993)
- De frigjorte (1993)
- Elsker - elsker ikke (1995)

### Tv-serier
- Ludo (1985)
- TAXA (1997-1999)
- Hotellet (2000-2001)